# Двоично-рациональное число

Двоично-рациональные числа в интервале от 0 до 1.

Двоично-рациональные числа — рациональные числа, знаменатель которых представляет собой степень двойки. Иначе говоря, числа вида {\displaystyle {\tfrac {m}{2^{n}}}}, где {\displaystyle m} целое число, а {\displaystyle n} натуральное. Например, 1/2 и 3/8 двоично-рациональны, а 1/3 нет. Именно эти числа имеют конечные представления в двоичной системе счисления.

## Свойства
- Двоично-рациональные числа замкнуты относительно сложения, вычитания, и умножения, но не деления.
  - В частности, двоично-рациональные числа образуют подкольцо рациональных чисел.
- Двоично-рациональные числа образуют всюду плотное множество на вещественной прямой.

## Применение
- Дюйм обычно подразделяется двоично-рациональными числами.
- Древние египтяне использовали двоично-рациональные числа, со знаменателями до 64[1].
- Размер в Западной музыкальной нотации традиционно записывают двоично-рациональными числами (например: 2/2, 4/4, 6/8...).
  - Другие варианты, так называемые «иррациональные» размеры были введены композиторами в XX веке, не соответствуют иррациональным числам, потому что они по-прежнему состоят из соотношений целых чисел. По-настоящему иррациональный размер используется редко, но один пример, {\displaystyle {\sqrt {42}}/1}, появляется у Нанкарроу в «Этюдах для механического пианино»[англ.].

- В качестве типа данных, используемых компьютерами, числа с плавающей запятой часто определяются как целые числа, умноженные на положительные или отрицательные степени двойки, и таким образом все числа, которые могут быть представлены, например, в формате IEEE с плавающей точкой являются двоично-рациональными. 
  - То же самое верно для большинства типов данных с фиксированной точкой.